# Sarbanissa cirrha
Sarbanissa cirrha là một loài bướm đêm trong họ Noctuidae.